# Orthocladius yosii
Orthocladius yosii är en tvåvingeart som först beskrevs av Tokunaga 1964.  Orthocladius yosii ingår i släktet Orthocladius och familjen fjädermyggor. Inga underarter finns listade i Catalogue of Life.